# 小指伸筋
小指伸筋（しょうししんきん、英語: extensor digiti minimi muscle）は人間の上肢の筋肉で小指の伸展、外転を行う。
上腕骨外側上顆から起こり、第5指指背腱膜で停止する。